# Playa de las Chapas (Mazarrón)
La Playa de las Chapas está situada al suroeste de Mazarrón, en la Región de Murcia, España. Punto kilométrico 3,950 de la A-42 - Playa Ballenato.
La playa tiene una longitud de 300 metros y un ancho de 10 metros de media aproximadamente. A lo largo de toda su extensión no nos encontramos apenas con ningún edificio. Es una playa solitaria en la que estás en pleno contacto con la naturaleza.
Es una playa de arena y bolos, tiene mucha vegetación y un oleaje moderado. No es de las playas más concurridas, ya que se encuentra en una zona no urbanizada y con muy baja ocupación, lo que nos ofrece una experiencia lejos de la civilización. Esta playa no cuenta con la Bandera Azul por lo que el baño en el Mar Mediterráneo tiene que llevarse a cabo con cuidado. No cuenta con seguridad y su oleaje no es el más seguro. A pesar de ello, no hay grandes corrientes marinas y no hay riesgo de ser llevado hasta mar abierto. Tampoco hay riesgo de formación de remolinos en ninguna zona de su extensión. También cuenta con una zona para pícnic.
Se accede a la costa a través de un camino sin asfaltar. Ya sea a pie o a 4X4 en una longitud de 0,4 kilómetros. También cuenta con un aparcamiento en un área reservada. No es una playa de tipo nudista ni protegida. 